# Josef Slíva
Josef Sliva, född 25 november 1898 i Třinec, var en tjeckisk vinteridrottare som var aktiv inom konståkning under 1920-talet. Han medverkade vid Olympiska vinterspelen 1924 i singel herrar, han kom på fjärde plats. Fyra år senare deltog han vid Olympiska vinterspelen 1928 återigen i singel herrar, hans placering blev femma.